# 이키리키촌
이키리키촌(伊木力村)은 나가사키현 니시소노기군에 있던 촌이다. 에도시대 후기부터 귤의 산지로 이키리키 귤이 유명하다.

## 역사
- 1889년 4월 1일 - 정촌제 시행에 의해 니시소노기군 이키리키촌이 성립하였다.
- 1955년 2월 11일 - 기키쓰촌, 오쿠사촌과 합병해 다라미촌이 성립하여, 이키리키촌은 지자체로서 소멸하였다.

## 교통

### 철도
촌역에 일본국유철도 나가사키 본선이 지나가지만 역은 소재하지 않았다.

## 산업
농업을 주산업으로 하고 있으며. 특히 귤 재배는 에도시대 후기의 덴메이(天明)시대부터 시작되었으며, 이 지역에서 생산된 귤을 '이키리키 귤'로 전국 각지로 출하하고 있다. 나가사키현 내에서도 손꼽히는 귤의 산지이다.

## 참고문헌
- 角川日本地名大辞典 42 長崎県
- 西彼杵郡現勢一班「伊木力村現勢概要」 1925年（国立国会図書館デジタルコレクション）